# Stefan Hell
Stefan W. Hell (nacido en Arad, Rumanía, el 23 de diciembre de 1962) es un físico germano-rumano uno de los directores del  Instituto Max Planck de Química Biofísica (actualmente, Instituto Max Planck de Ciencias Multidisciplinarias) en Gotinga, Alemania. En 2014 recibió el Premio Kavli en Nanociencia, junto con Thomas Ebbesen y Sir John Pendry, "por las contribuciones transformadoras en el campo de la nano-óptica que han superado creencias arraigadas acerca de los límites de la resolución de la microscopía óptica y las técnicas de imagen". También fue galardonado con el Premio Nobel de Química en 2014 por "el desarrollo de la microscopía de fluorescencia de super-resolución" junto a Eric Betzig y William E. Moerner.

## Vida personal
Stefan Hell nació en el seno de una familia de suabos del Banato en Sântana, Condado de Arad, Rumanía. Allí asistió a la escuela primaria entre 1969 y 1977, y posteriormente, asistió a un año de educación secundaria en la Escuela Secundaria Nikolaus Lenau en Timişoara antes de emigrar con sus padres a Alemania Occidental en 1978. Su padre era ingeniero y su madre era profesora; la familia se estableció en Ludwigshafen.

## Formación y carrera profesional
Hell comenzó sus estudios en la Universidad de Heidelberg en 1981, donde completó su doctorado en física en 1990, siendo su director de tesis el físico de estado sólido Siegfried Hunklinger. El título de la tesis fue "Imágenes de microestructuras transparentes en un microscopio confocal". Trabajó como investigador independiente durante un período corto después de trabajar en la mejora de la profundidad de resolución (axial) en la microscopía confocal, lo que llegó a ser conocido más tarde como el microscopio 4Pi. La resolución es la posibilidad de separar dos objetos similares en estrecha proximidad y por lo tanto es la propiedad más importante de un microscopio.
De 1991 a 1993 Hell trabajó en el Laboratorio Europeo de Biología Molecular en Heidelberg, donde tuvo éxito al demostrar los principios de la microscopía 4-Pi. De 1993 a 1996 trabajó como jefe de grupo en la Universidad de Turku (Finlandia) en el departamento de Física médica, donde desarrolló el principio de agotamiento de la emisión estimulada microscopía STED. Desde 1993 hasta 1994 Hell también fue durante 6 meses un científico visitante en la Universidad de Oxford (Inglaterra).
Recibió su habilitación en física por la Universidad de Heidelberg en 1996. El 15 de octubre de 2002 Hell se convirtió en director del Instituto Max Planck de Química Biofísica y fundó el departamento de nanobiofotónica. Desde 2003 Hell también ha sido líder del departamento "División de Nanoscopía Óptica" en el Centro Alemán de Investigación Oncológica (DKFZ) en Heidelberg, y profesor en la Facultad de Física y Astronomía de la Universidad de Heidelberg.
Con la invención y posterior desarrollo de la microscopía STED y los métodos de microscopía relacionados (RESOLFT), fue capaz de demostrar que se puede mejorar sustancialmente el poder de resolución del microscopio de fluorescencia, limitado anteriormente a la mitad de la longitud de onda de la luz empleada (> 200 nanómetros). La resolución es la propiedad más importante de un microscopio. Hell fue el primero en demostrar, tanto teórica como experimentalmente, cómo se puede desacoplar la resolución del microscopio de fluorescencia de la difracción y aumentarlo a una fracción de la longitud de onda de la luz (a escala nanométrica). Después del trabajo de Karl Ernst Abbe en 1873, esto no parecía posible. Por este logro y por la importancia que tiene para otros campos de la ciencia, como las ciencias de la vida y la investigación médica, Hell recibió el 10º Premio a la Innovación de Alemania (Deutscher Zukunftspreis) el 23 de noviembre de 2006 y recibió el Premio Nobel de Química en 2014.

## Premios y distinciones
- Premio de la Comisión Internacional de Óptica, 2000
- Premio Helmholtz en Metrología, 2001
- Premio Berthold Leibinger a la innovación, 2002
- Premio de Investigación Carl-Zeiss, 2002
- Premio Karl-Heinz-Beckurts, 2002
- Premio C. Benz y G. Daimler de la Academia de Berlín-Brandenburgo, 2004
- Beca Robert B. Woodward, Universidad de Harvard, Cambridge, MA, EE. UU., 2006
- Premio a la Innovación de la Presidencia Federal alemana, 2006
- Premio Julius Springer de Física Aplicada, 2007
- Miembro de la Akademie der Wissenschaften zu Göttingen, 2007
- Premio Gottfried Wilhelm Leibniz, 2008
- Premio Estatal de Baja Sajonia, 2008
- Nominación al Inventor Europeo del Año[15] de la Oficina Europea de Patentes de 2008
- Método del año 2008 en la revista Nature Methods.
- Premio Otto-Hahn, 2009
- Premio Ernst-Hellmut-Vits, 2010
- Premio de la familia Hansen, 2011
- Premio europeo de Ciencias de la Fundación Körber, 2011[16]
- Premio Gothenburg Lise Meitner, 2010/11
- Premio Meyenburg,[17] 2011
- Premio de Ciencia de la Fundación Fritz Behrens, 2012
- Doctor honoris causa por la Universidad Occidental "Vasile Goldiș",[18] de Arad, 2012/05.
- Miembro honorario de la Academia Rumana,[5] 2012
- Medalla de Oro Paul Karrer, Universidad de Zúrich, 2013
- Miembro de la Academia Nacional Leopoldina de Alemania, 2013
- Medalla Carus de la Academia Leopoldina, 2013
- Premio Kavli, 2014
- Premio Nobel de Química, 2014
- Werner von Siemens Ring en 2022.[19]